# 座蒲

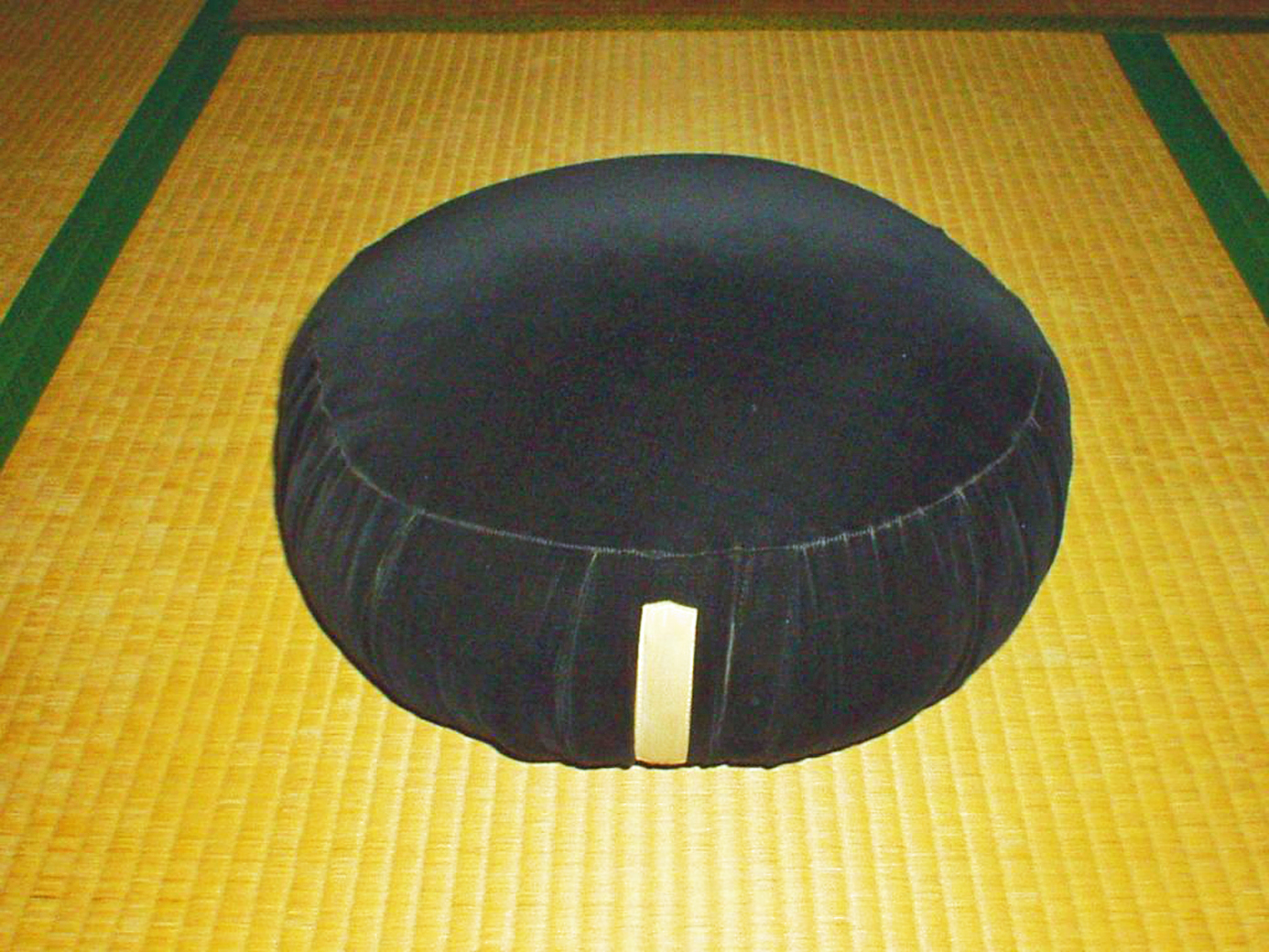
座蒲

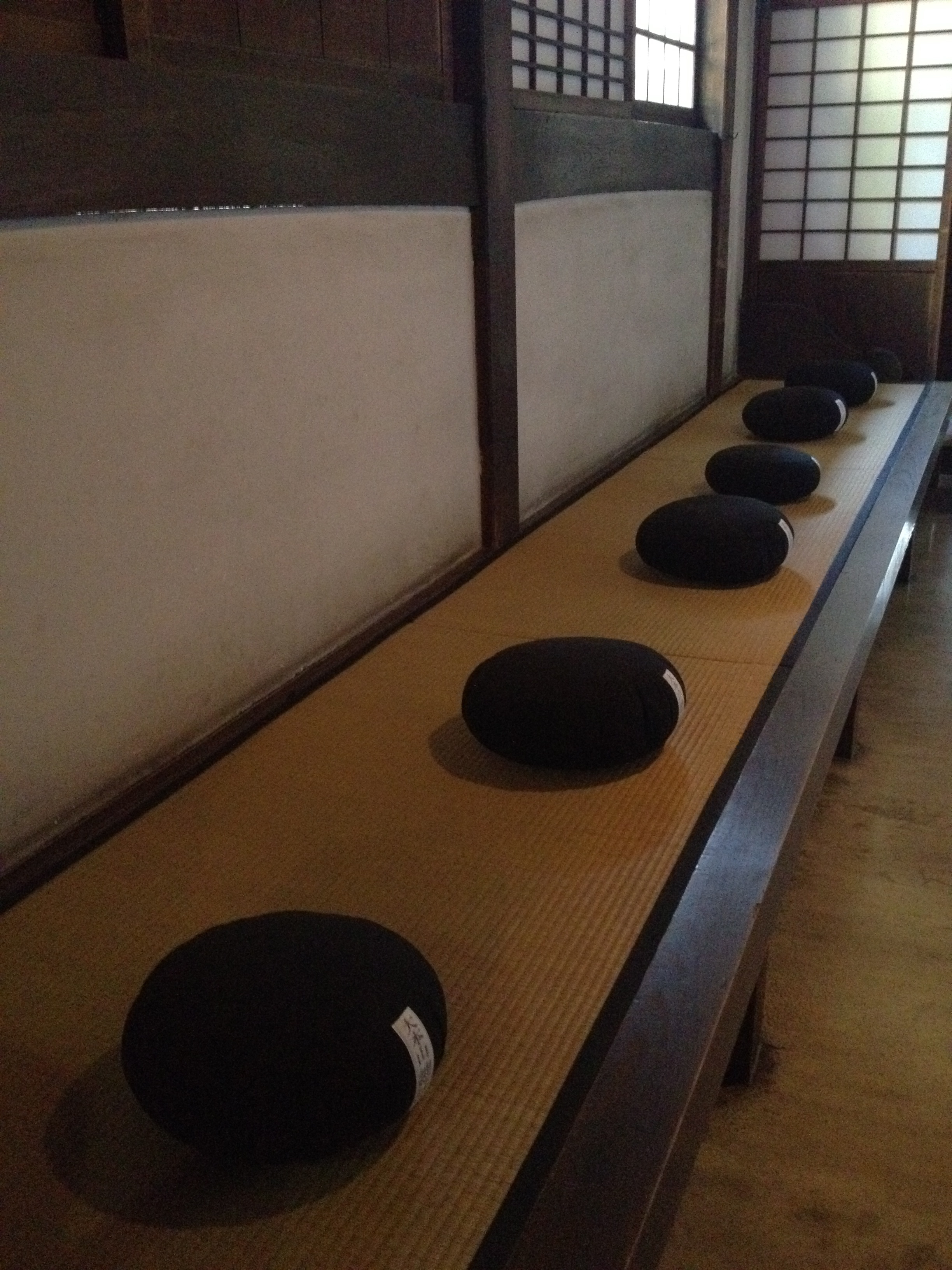
座蒲

座蒲（または坐蒲、ざふ）は、坐禅の際に使用する敷物。座布団とほぼ同様であるが、座布団と併用されることもあり区別される（後述）。臨済宗では「単布団」、曹洞宗では「坐蒲」と呼び形状にも違いがある。

## 歴史
坐禅の際に使用する敷物は本来「蒲団」と呼ぶ。これら中国で禅宗が興った時にガマの葉で作製されたことに由来する。のちに日本では「布団」の字を当てて寝具の敷き布団の呼称へと変化した。
日本では13世紀に道元が坐禅の際の身体の安定性を高めるために使用を提唱したことで普及した。

## 形式
臨済宗
臨済宗では平たい正方形で「単布団」と呼んでいる。坐禅の際には座布団上に半分サイズのものを置くか、長方形の座布団を同様に折って座る。ただ臨済宗でも無著は蒲団の形状は円形と記しているほか、白隠の禅画で円形の蒲団を描いており、いつから四角形に変化したかなど不明な点もある。
曹洞宗
曹洞宗では厚みのある円形で「坐蒲」と呼んでいる。古式では坐蒲の下に「坐物」を敷いていたとみられ、現代でも指導者は坐蒲の下に座布団を敷くが、修行僧は坐蒲のみを用いる。